# Pésaro
Pésaro é uma comuna italiana da província de Pésaro e Urbino, da região das Marcas. Possui cerca de 90.311 habitantes.

## Geografia
Estende-se por uma área de 126 km², tendo uma densidade populacional de 717 hab/km². Faz fronteira com Fano, Gabicce Mare, Gradara, Mombaroccio, Monteciccardo, Montelabbate, Sant'Angelo in Lizzola, Tavullia.

## Monumentos
- Pinacoteca e Museu das cerâmicas
- Museu arqueológico oliveriano
- Biblioteca Oliveriana
- Villa Imperiale de Pésaro (c. 1530) - Palácio suburbano concebido por Girolamo Genga
- Centro arti visive Pescheria, musée d'art contemporain[4].
- Em 1999, Giancarlo Morbidelli instituiu seu museu de 350 motos

## Galeria de imagens

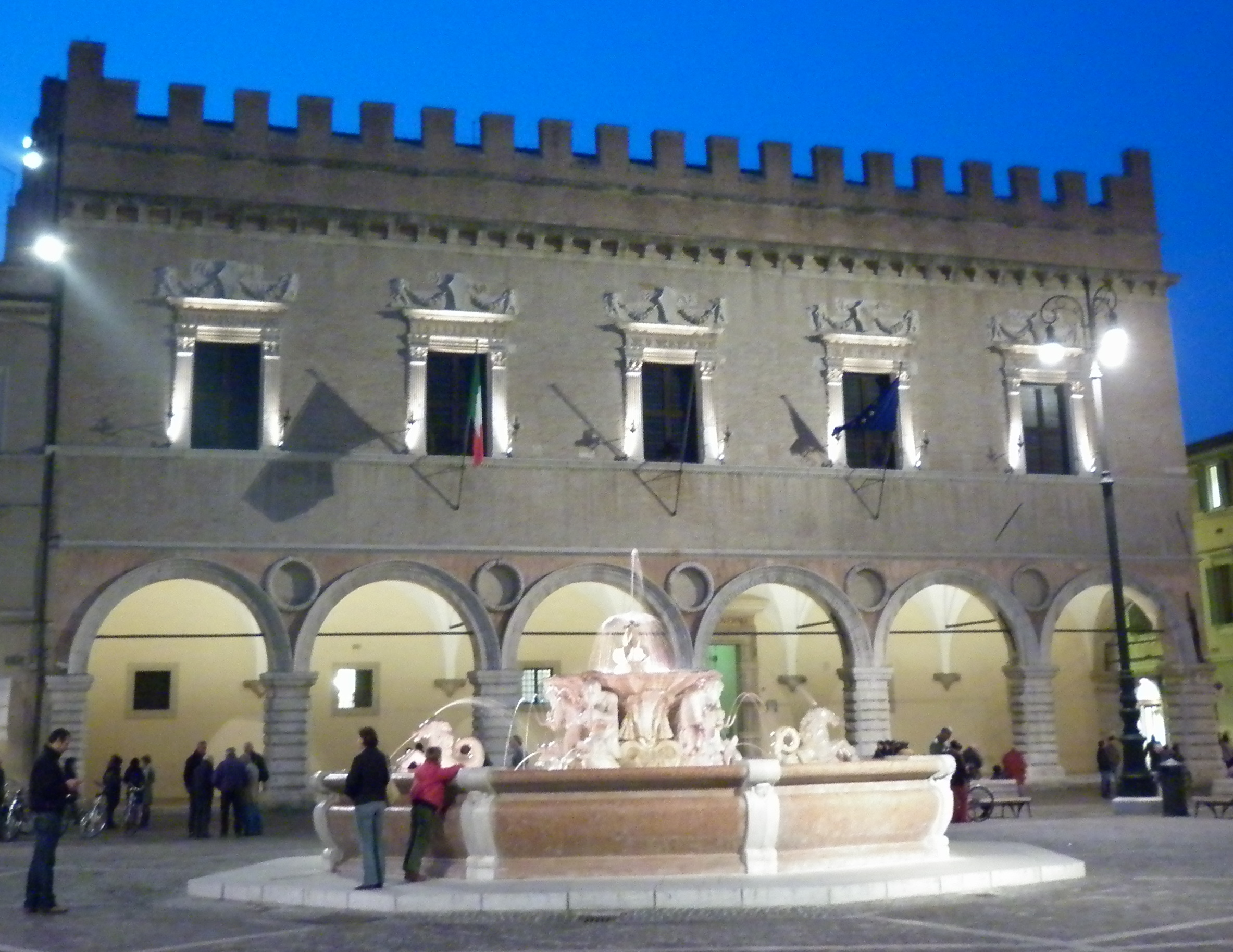
Palácio ducal
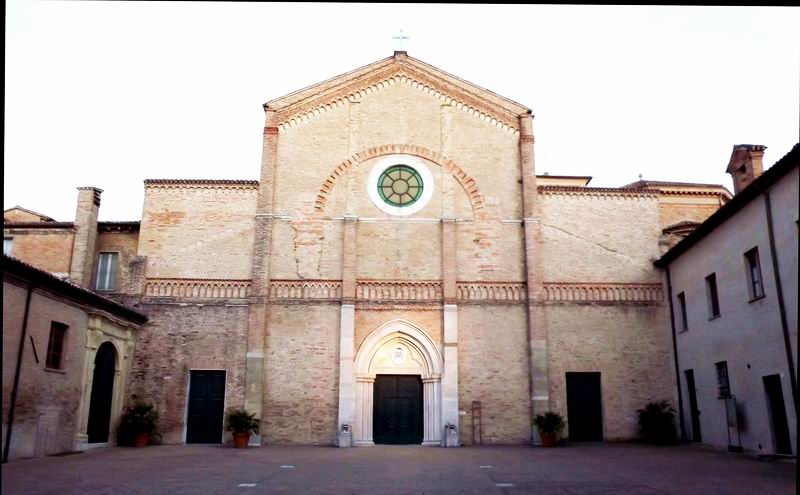
Catedral
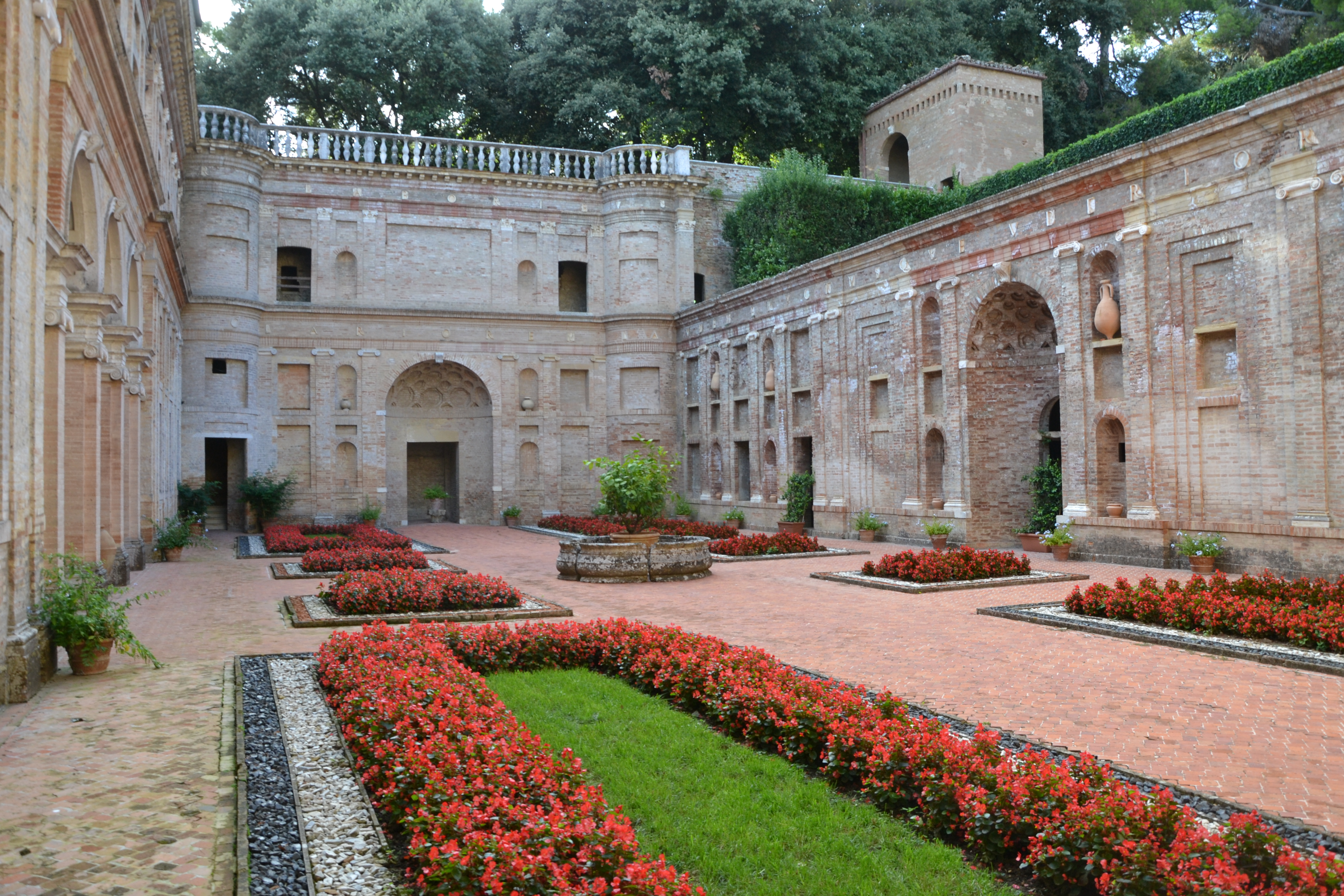
Villa Imperiale
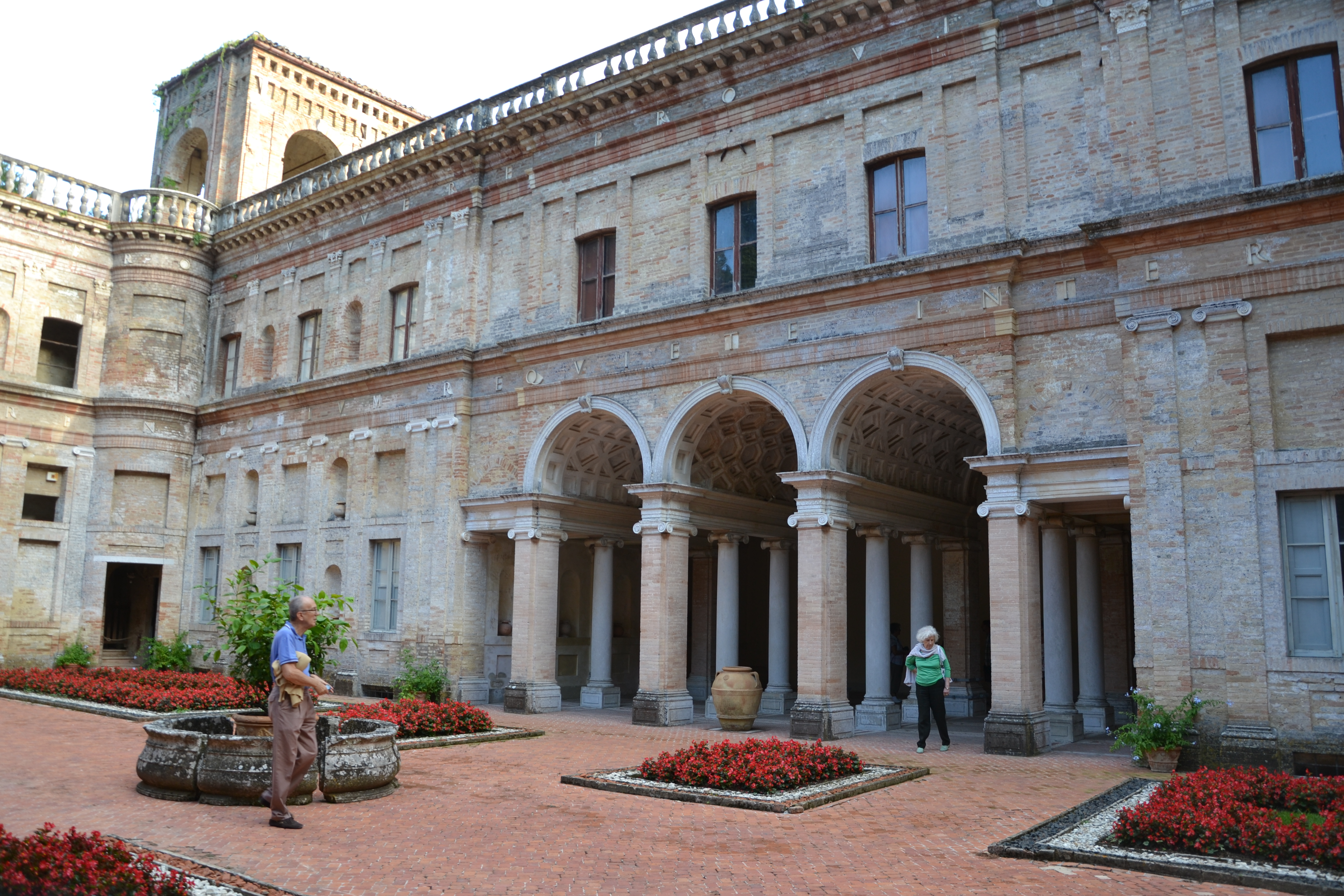
Villa Imperiale

## Personagens ligadas a Pésaro
- Lúcio Ácio (170 - 86), autor latim
- Guidobaldo del Monte (1545-1607), engenheiro
- Gioachino Rossini (1792-1868), musico
- Luis Carlos Borromeo (1893-1975) bispo de 1952 até 1975
- Renata Tebaldi (1922-2004), soprano
- Massimo Ambrosini (1977- ), futebolista

## Conexões externas
- Página oficial